# 성북구 을
서울 성북구 을은 대한민국의 국회의원 선거구이다. 서울특별시 성북구 일부 지역을 관할한다. 현 지역구 국회의원은 더불어민주당의 김남근이다.

## 역사
소선거구제로 회귀한 1988년 대한민국 제13대 국회의원 선거를 앞두고 성북구 선거구가 성북구 갑과 성북구 을로 분할되면서 신설되었다. 신설 당시 성북구 을의 관할 지역은 돈암1동, 길음3동, 종암동, 월곡동, 상월곡동, 장위동, 석관동이었다.
2007년 길음3동이 성북구 갑에 위치한 길음2동으로 편입되었으나 2008년 제18대 총선에서 길음2동 전체가 성북구 을로 넘어오는 조정이 있었다.

## 관할 구역
| 대수      | 관할 구역 |
| --------- | --- |
| 13대~17대 | 성북구 돈암제1동, 길음제3동, 종암제1동, 종암제2동, 월곡제1동, 월곡제2동, 월곡제3동, 월곡제4동, 상월곡동, 장위제1동, 장위제2동, 장위제3동, 석관제1동, 석관제2동 |
| 18대~현재 | 성북구 돈암제1동, 길음제2동, 종암동, 월곡제1동, 월곡제2동, 장위제1동, 장위제2동, 장위제3동, 석관동                                                             |

## 역대 국회의원
| 선거   | 정당 | 정당         | 의원   |
| ------ | ---- | ------------ | ------ |
| 1988년 |      | 평화민주당   | 조윤형 |
| 1992년 |      | 민주당       | 신계륜 |
| 1996년 |      | 신한국당     | 강성재 |
| 2000년 |      | 새천년민주당 | 신계륜 |
| 2004년 |      | 열린우리당   | 신계륜 |
| 2006년 |      | 민주당       | 조순형 |
| 2008년 |      | 한나라당     | 김효재 |
| 2012년 |      | 민주통합당   | 신계륜 |
| 2016년 |      | 더불어민주당 | 기동민 |
| 2020년 |      | 더불어민주당 | 기동민 |
| 2024년 |      | 더불어민주당 | 김남근 |

## 역대 선거 결과

### 대한민국 제13대 국회의원 선거
|  | 38.57% |

|  | 23.59% |

|  | 23.46% |

|  | 12.90% |

|  | 1.45% |

### 대한민국 제14대 국회의원 선거
|  | 41.67% |

|  | 35.42% |

|  | 20.20% |

|  | 2.69% |

### 대한민국 제15대 국회의원 선거
|  | 42.50% |

|  | 39.16% |

|  | 11.52% |

|  | 6.80% |

### 대한민국 제16대 국회의원 선거
|  | 52.21% |

|  | 40.02% |

|  | 4.32% |

|  | 3.43% |

### 대한민국 제17대 국회의원 선거
|  | 50.99% |

|  | 39.05% |

|  | 9.95% |

### 2006년 대한민국 재보궐선거
|  | 44.29% |

|  | 40.06% |

|  | 9.99% |

|  | 5.63% |

### 대한민국 제18대 국회의원 선거
|  | 47.25% |

|  | 29.07% |

|  | 17.62% |

|  | 5.26% |

|  | 0.78% |

### 대한민국 제19대 국회의원 선거
|  | 53.98% |

|  | 46.01% |

### 대한민국 제20대 국회의원 선거
|  | 39.34% |

|  | 32.45% |

|  | 21.57% |

|  | 3.30% |

|  | 2.13% |

|  | 1.18% |

### 대한민국 제21대 국회의원 선거
|  | 59.35% |

|  | 38.21% |

|  | 1.72% |

|  | 0.69% |

### 대한민국 제22대 국회의원 선거
|  | 56.82% |

|  | 43.17% |

## 같이 보기
- 대한민국의 국회의원 선거구 목록